# 防衛研究所
防衛研究所（ぼうえいけんきゅうしょ、英: National Institute for Defense Studies, NIDS）は、東京都新宿区の防衛省市ヶ谷地区にある防衛省施設等機関の一つである。

## 概要
安全保障に関する諸問題について政策的研究・分析を行う防衛省のシンクタンク的な組織で、自衛隊における高級幹部等育成のための戦略大学レベルの教育機関としての機能を有する。2011年度（平成23年度）、予算は約16億円、人員は研究員85名で管理員47名の132名である。
防衛省の政策研究の中核として、安全保障や戦史に関して、政策指向を調査研究し、戦史史料を管理して公開するほか、教育訓練で自衛官のほか関係諸国から学生を受け入れる。
2013年（平成25年）12月17日に閣議決定・公開された中期防衛力整備計画に基づき、2016年（平成28年）8月に防衛省目黒地区から市ヶ谷地区へ移転した。
2022年（令和4年）8月1日をもって創立70周年を迎えて、キャッチコピーとして「NIDS 70th Anniversary ―更なる飛躍へ―」を掲げている。

## 設置課程
- 一般課程 - 1佐級の自衛官、課長補佐級の防衛省職員、他省庁・民間企業の研修員、他国軍の留学生らを対象とする約10か月の課程である。
- 特別課程 - 一般課程の上級課程にあたり、将補・1佐級の自衛官と課長級の防衛省職員、他省庁・民間企業の研修員を対象とする約3週間の課程である。

## 沿革
- 1952年（昭和27年）8月 - 保安庁保安研修所として発足。
- 1954年（昭和29年）7月 - 防衛庁発足、防衛研修所と改称。
- 1956年（昭和31年）5月 - 陸上自衛隊幹部学校より戦史室を編入。
- 1973年（昭和48年）4月 - 研究部、教育部の2部を新設、研究部に6研究室を新設し、調査研究・教育体制を確立。
- 1976年（昭和51年）5月 - 戦史室を戦史部に改め、戦史部に2研究室を設置。
- 1984年（昭和59年）7月 - 研究部を第1研究部及び第2研究部に組織改編。
- 1985年（昭和60年）4月 - 防衛庁防衛研究所と改称し、政策部門に直結した調査研究体制を確立。
- 1994年（平成6年）10月 - 陸・海・空自衛隊の各幹部学校及び統合幕僚学校の各図書室を防衛研究所の図書館（本館）に統合。
- 2001年（平成13年）3月 - 図書館（史料閲覧室）が歴史的資料を適切に管理する公文書館に類する機関として総務大臣により指定。
- 2002年（平成14年）
  - 4月 - 図書館に史料室を新設。
  - 8月 - 防衛研究所創立50周年。
- 2004年（平成16年）4月 - 統括研究官を新設、第1研究部及び第2研究部を研究部に改編。
- 2007年（平成19年）1月 - 防衛庁が省に昇格。防衛省防衛研究所と改称。
- 2009年（平成21年）4月 - 研究部に第7研究室を新設。
- 2011年（平成23年）9月 - 研究部を政策研究部、理論研究部及び地域研究部に、戦史部と図書館（史料室のみ）を戦史研究センターに改編するとともに企画部を新設。
- 2012年（平成24年）8月 - 防衛研究所創立60周年。
- 2015年（平成27年）4月 - 研究幹事、特別研究官（国際交流・図書担当）、特別研究官（政策シミュレーション担当）を新設。
- 2016年（平成28年）4月 - 地域研究部に中国研究室を新設。

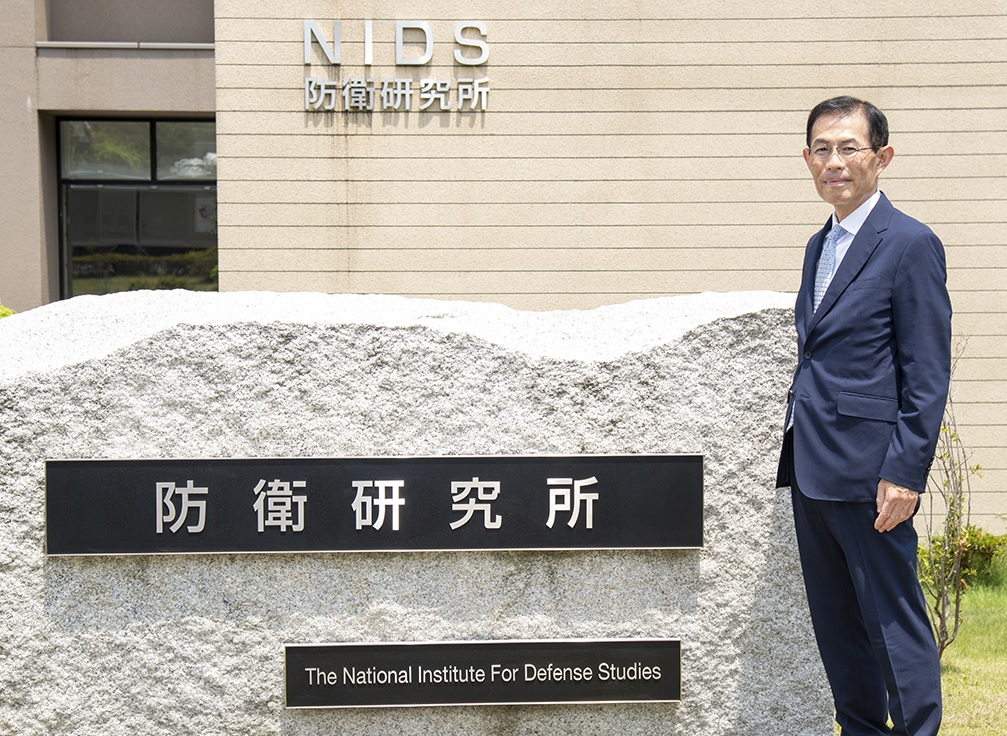
市ヶ谷地区移転後の門標

  - 市ヶ谷地区移転後の門標8月 - 防衛研究所が目黒地区（目黒区中目黒2丁目2番1号）から市ヶ谷地区に編入された旧国立印刷局市ヶ谷センター跡地に移転[2]。図書館（本館）を航空自衛隊幹部学校に移管。
  - 9月26日 - 「史料閲覧室」が開室。

## 内部組織
（2022年3月現在、主な出典：）
- 防衛研究所長（文官（背広組）・政令指定職4号（本省局長級））
- 副所長（陸将補（一））
- 研究幹事
- 企画部（総務、人事、会計並びに調査研究及び研修の総合的な企画及び調整）
  - 総務課
  - 企画調整課
- 政策研究部（防衛政策・諸外国の国防政策・戦略理論・グローバルな安全保障に関する調査研究）
  - 防衛政策研究室
  - 軍事戦略研究室
  - グローバル安全保障研究室
  - サイバー安全保障研究室
- 理論研究部（我が国及び諸外国の政治・法制・社会及び国防経済学や紛争後復興に関する調査研究）
  - 政治・法制研究室
  - 社会・経済研究室
- 地域研究部（国際関係及び諸外国の情勢に関する調査研究）
  - 中国研究室
  - アジア・アフリカ研究室
  - 米欧ロシア研究室
- 教育部（幹部自衛官その他幹部職員への安全保障に関する教育）
  - 教務課
  - 教育課程運営室
- 戦史研究センター（戦史に関する調査研究、戦史の編さん及び戦史史料の管理・調査研究）
  - 戦史研究室
  - 安全保障政策史研究室
  - 国際紛争史研究室
  - 史料室
- 特別研究官（国際交流・図書担当）
  - 図書運営班
- 特別研究官（政策シミュレーション担当）
  - 政策シミュレーション室

かつてあった内部組織
- 図書館（航空自衛隊幹部学校に移管）

### 主要幹部
| 官職名       | 階級     | 氏名     | 補職発令日     | 前職                                   |
| ------------ | -------- | -------- | -------------- | -------------------------------------- |
| 防衛研究所長 | 防衛教官 | 今給黎学 | 2024年07月19日 | 大臣官房審議官 併任 情報本部副本部長   |
| 副所長       | 陸将補   | 富崎隆志 | 2025年08月01日 | 東部方面総監部幕僚長 兼 朝霞駐屯地司令 |
| 研究幹事     | 防衛教官 | 兵頭慎治 | 2023年04月01日 | 防衛研究所政策研究部長                 |
| 教育部長     | 1等海佐  | 大江保友 | 2024年08月01日 | 自衛隊情報保全隊情報保全官             |

| 代           | 氏名            | 在職期間                | 出身校         | 前職                                     | 後職                                        |
| 保安研修所長 | 保安研修所長    | 保安研修所長            | 保安研修所長   | 保安研修所長                             | 保安研修所長                                |
| ------------ | --------------- | ----------------------- | -------------- | ---------------------------------------- | ------------------------------------------- |
| 01           | 江口見登留      | 1952.8.1 - 1952.8.13    | 京都帝国大学   | 警察予備隊本部次長                       | 内閣官房副長官                              |
| 02           | 北村隆          | 1952.12.5 - 1954.6.30   | 東京帝国大学   |                                          | 防衛研修所長                                |
| 防衛研修所長 |                 |                         |                |                                          |                                             |
| 01           | 北村隆          | 1954.7.1 - 1957.8.2     | 東京帝国大学   | 保安研修所長                             | 退職 →1960.12.27 国防会議事務局長           |
| 02           | 林一夫          | 1957.8.2 - 1961.7.3     | 東京帝国大学   | 防衛庁防衛局長                           | 調達庁長官                                  |
| 03           | 佐伯喜一        | 1961.7.4 - 1964.9.1     | 東京帝国大学   | 防衛研修所所員                           | 退職、野村総合研究所社長                    |
| 04           | 麻生茂          | 1964.11.17 - 1967.7.27  | 東京帝国大学   | 防衛庁参事官                             | 防衛庁人事局長                              |
| 05           | 有吉久雄        | 1967.7.28 - 1969.11.20  | 東京帝国大学   | 防衛庁長官官房防衛審議官                 | 福岡県警察本部長（警視監）                  |
| 06           | 麻生茂 （再任） | 1969.11.21 - 1970.5.30  | 東京帝国大学   | 防衛庁人事教育局長                       | 退職 →同6.1 国立国会図書館専門調査員        |
| 07           | 山田正雄        | 1970.10.1 - 1972.6.20   | 東京帝国大学   | 1970.7.1 陸上幕僚長退官                  | 退職                                        |
| 08           | 宍戸基男        | 1972.6.20 - 1974.6.7    | 東京帝国大学   | 防衛庁長官官房長                         | 退職 →同6.21日本住宅公団監事                |
| 09           | 大西誠一郎      | 1974.6.7 - 1977.7.15    | 東京帝国大学   | 防衛庁参事官                             | 退職                                        |
| 10           | 水間明          | 1977.7.15 - 1981.7.23   | 東北大学       | 防衛庁参事官                             | 退職                                        |
| 11           | 三好富美雄      | 1981.7.23 - 1984.7.6    | 東京大学       | 調達実施本部副本部長（総務担当）         | 退職                                        |
| 12           | 伊藤参午        | 1984.7.6 - 1985.4.1     | 東京大学       | 防衛医科大学校副校長（管理担当）         | 退職                                        |
| 13           | 小谷久          | 1985.4.1 - 1985.4.5     | 東京大学       | 防衛施設庁次長                           | 防衛研究所長                                |
| 防衛研究所長 |                 |                         |                |                                          |                                             |
| 01           | 小谷久          | 1985.4.6 - 1987.6.23    | 東京大学       | 防衛研修所長                             | 退職                                        |
| 02           | 澤田和彦        | 1987.6.23 - 1989.7.31   | 東京大学       | 技術研究本部副本部長                     | 調達実施本部長                              |
| 03           | 長谷川宏        | 1989.8.1 - 1990.7.1     | 東京大学       | 防衛庁教育訓練局長                       | 調達実施本部長                              |
| 04           | 小池清彦        | 1990.7.2 - 1990.11.15   | 東京大学       | 調達実施本部副本部長（総務担当）         | 防衛庁教育訓練局長                          |
| 05           | 藤井一夫        | 1990.11.16 - 1991.10.17 | 東京大学       | 防衛庁防衛局長                           | 防衛施設庁長官                              |
| 06           | 米山市郎        | 1991.10.18 - 1992.6.29  | 東京大学       | 内閣官房内閣安全保障室長                 | 調達実施本部長                              |
| 07           | 坪井龍文        | 1992.6.30 - 1993.6.24   | 東京大学       | 防衛庁人事局長                           | 内閣官房内閣安全保障室長                    |
| 08           | 廣中佑見        | 1993.6.25 - 1994.7.1    | 東京農工大学   | 技術研究本部副本部長                     | 退職                                        |
| 09           | 草津辰夫        | 1994.7.1 - 1996.7.2     | 中央大学       | 防衛施設庁総務部長                       | 退職                                        |
| 10           | 太田洋次        | 1996.7.2 - 1997.6.30    | 京都大学       | 技術研究本部副本部長                     | 防衛庁運用局長                              |
| 11           | 大森敬治        | 1997.7.1 - 1998.6.29    | 東京大学       | 調達実施本部副本部長（総務担当）         | 防衛庁経理局長                              |
| 12           | 首藤新悟        | 1998.6.30 - 1998.11.19  | 一橋大学       | 防衛施設庁施設部長                       | 防衛庁経理局長                              |
| 13           | 大越康弘        | 1998.11.20 - 2000.6.30  | 東京大学       | 防衛庁運用局長                           | 退職                                        |
| 14           | 新貝正勝        | 2000.6.30 - 2002.8.1    | 東京大学       | 防衛庁人事教育局長                       | 契約本部長 →2003.11.17 中津市長             |
| 15           | 柳澤協二        | 2002.8.2 - 2004.3.31    | 東京大学       | 防衛庁参事官                             | 内閣官房副長官補 （安全保障・危機管理担当） |
| -            | 飯原一樹        | 2004.4.1 - 2004.7.22    | 東京大学       | 防衛庁防衛局長として防衛研究所長事務代理 | 防衛庁防衛局長として防衛研究所長事務代理    |
| 16           | 小林誠一        | 2004.7.23 - 2005.8.8    | 東京大学       | 防衛庁人事教育局長                       | 退職                                        |
| 17           | 河尻融          | 2005.8.8 - 2006.8.21    | 慶應義塾大学   | 防衛医科大学校副校長（管理担当）         | 退職                                        |
| 18           | 石井道夫        | 2006.8.21 - 2007.9.1    | 早稲田大学     | 防衛大学校副校長                         | 退職                                        |
| 19           | 戸田量弘        | 2007.9.1 - 2008.8.1     | 日本大学       | 防衛大学校副校長 （企画・管理担当）      | 退職                                        |
| 20           | 新保雅俊        | 2008.8.1 - 2009.8.1     | 東京大学       | 外務省大臣官房審議官                     | 退職                                        |
| 21           | 米岡修一        | 2009.8.1 - 2010.7.29    | 京都大学       | 海上保安庁交通部長                       | 退職                                        |
| 22           | 枡田一彦        | 2010.7.29 - 2011.8.15   | 東京大学       | 防衛医科大学校副校長                     | 防衛省人事教育局長                          |
| 23           | 髙見澤將林      | 2011.8.15 - 2013.7.1    | 東京大学       | 防衛省防衛政策局長                       | 内閣官房副長官補                            |
| 24           | 三村亨          | 2013.7.1 - 2014.7.24    | 東京大学       | 防衛省人事教育局長                       | 防衛省経理装備局長                          |
| 25           | 齊藤敏夫        | 2014.7.25 - 2015.10.1   | 東京大学       | 防衛監察本部副監察監                     | 退職                                        |
| 26           | 鈴木良之        | 2015.10.1 - 2016.6.30   | 中央大学       | 防衛監察本部副監察監                     | 防衛省人事教育局長                          |
| 27           | 中村範明        | 2016.7.1 - 2017.8.1     | 早稲田大学     | 防衛大学校副校長（企画・管理担当）       | 退職                                        |
| 28           | 山本達夫        | 2017.8.1 - 2018.8.3     | 東京大学       | 大臣官房審議官                           | 退職                                        |
| 29           | 廣瀨行成        | 2018.8.3 - 2020.1.31    | 東京大学       | 財務省名古屋税関長                       | 退職                                        |
| 30           | 田中聡          | 2020.1.31 - 2021.8.31   | 大阪大学法学部 | 防衛省地方協力局次長                     | 退職                                        |
| 31           | 齋藤雅一        | 2021.9.1 - 2022.8.5     | 東京大学       | 大臣官房公文書監理官                     | 退職                                        |
| 32           | 川崎方啓        | 2022.8.5 - 2023.7.14    | 東京大学工学部 | 人事教育局長→ 2022.7.1 大臣官房付        | 退職                                        |
| 33           | 石川武          | 2022.7.14 - 2024.7.19   | 東京大学       | 大臣官房政策立案総括審議官               | 防衛装備庁長官                              |
| 34           | 今給黎学        | 2024.7.19 -             | 慶應義塾大学   | 大臣官房審議官 併任 情報本部副本部長     |                                             |

- 所長（事務代理を除く）在職中の官職は防衛教官[注釈 2]。原則として他の官職・階級は兼ねない。ただし、第4代防衛研修所長・麻生茂は就任時から1965.6.15まで防衛庁教官と防衛庁参事官を兼官。
- 第2代保安研修所長・北村隆はそのまま初代防衛研修所長に就任したが、自衛隊法附則第3項の経過措置規定による自動的な継続在任とされ、別途「防衛研修所長を命ずる」旨の就任辞令は発出されなかった。

## 関係する人物一覧
在籍する（した）研究者には民間の出身者、自衛官（いわゆる「制服組」）出身者の双方が存在する。
- 石沢芳次郎
- 石津朋之
- 立川京一
- 小谷賢
- 荒川憲一
- 太田清彦
- 坂口大作
- 佐藤丙午
- 阿久津博康
- 若泉敬
- 野村実
- 桃井真
- 長尾雄一郎
- 原剛
- 秦郁彦
- 高木誠一郎
- 波多野澄雄
- 平松茂雄
- 赤木完爾
- 道下徳成
- 加藤朗
- 安田淳
- 中村好寿
- 小川伸一
- 小塚郁也
- 武貞秀士
- 山下光
- 高橋杉雄
- 鶴岡路人
- 兵頭慎治（wikidata）
- 千々和泰明
- 吉田ゆかり